# (7005) Henninghaack
(7005) Henninghaack (1981 ET25) – planetoida z pasa głównego asteroid okrążająca Słońce w ciągu 3 lat i 277 dni w średniej odległości 2,32 j.a. Została odkryta 2 marca 1981 roku w Siding Spring Observatory w Australii przez Schelte Busa. Nazwa planetoidy pochodzi od Henninga Haacka (ur. 1961), kustosza działu meteorytów w Muzeum Geologicznym w Kopenhadze, badającego meteoryty żelazne.